# Гравітаційний потенціал
Гравітаційний потенціал — скалярна функція координат і часу, достатня для повного опису гравітаційного поля в класичній механіці. Має розмірність квадрата швидкості, зазвичай позначається буквою {\displaystyle \varphi }.
Гравітаційний потенціал дорівнює відношенню потенційної енергії матеріальної точки, вміщеній у розглянуту точку гравітаційного поля, до маси цієї точки. Вперше поняття гравітаційного потенціалу ввів у науку Адрієн Марі Лежандр у кінці XVIII століття.
У сучасних теоріях гравітації роль гравітаційного потенціалу грають, зазвичай, тензорні поля. Так, у стандартній у наш час теорії гравітації — загальній теорії відносності — роль гравітаційного потенціалу грає метричний тензор.